# 羽前水澤站
羽前水澤站（日语：／ Uzen-Mizusawa eki */?）是位於山形縣鶴岡市大廣，東日本旅客鐵道（JR東日本）和日本貨物鐵道（JR貨物）的羽越本線車站。

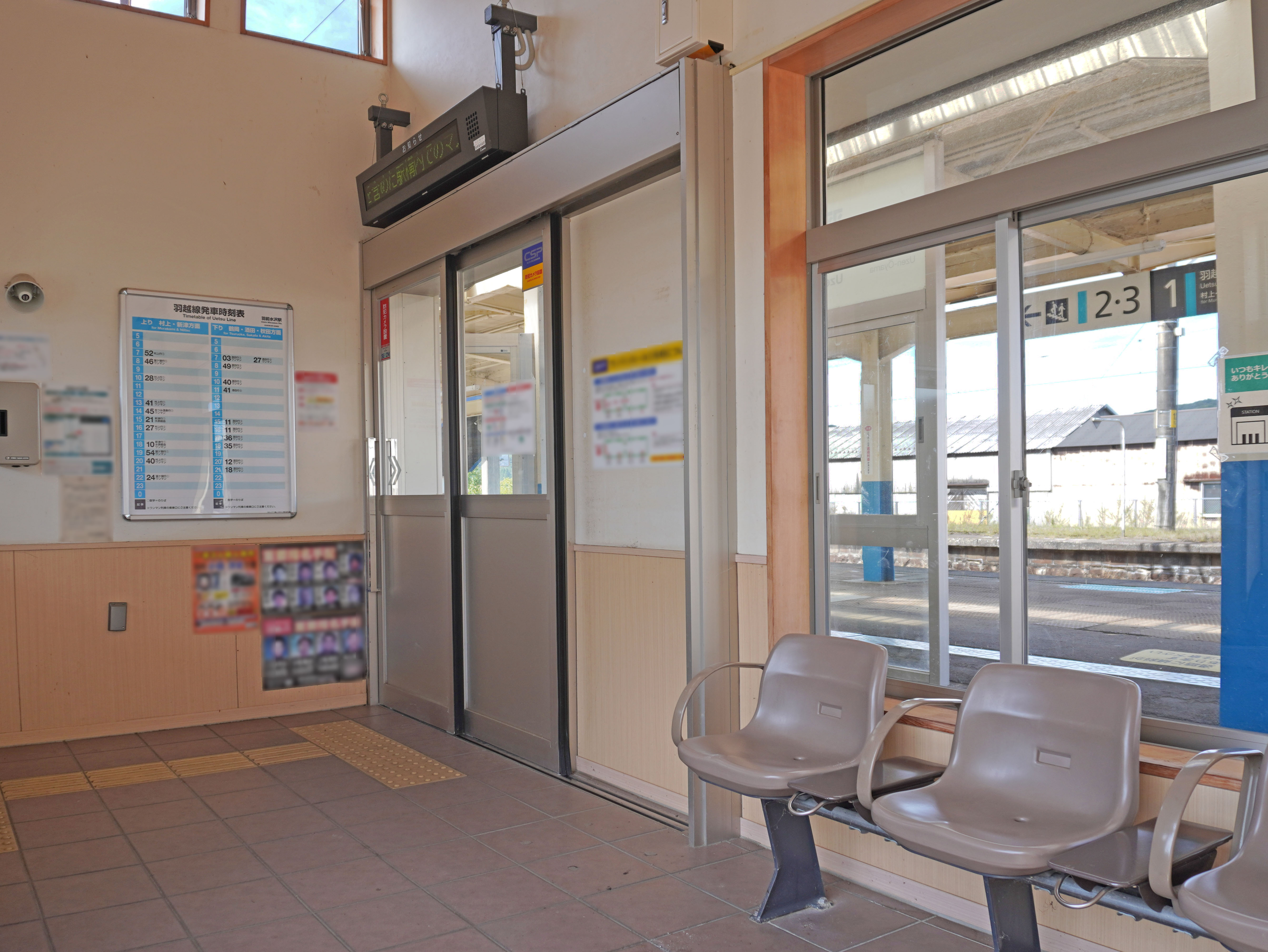
車站內部（2022年9月）

## 歷史

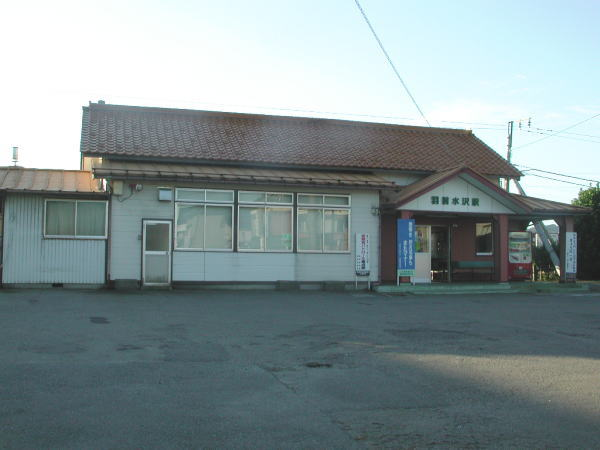
舊站房（2004年7月）

- 1926年（大正15年）9月5日：國有鐵道羽越本線開於此站。為一般車站。
- 1972年（昭和47年）9月1日：除了在專用線起卸貨物外，終止貨物起卸業務。。
- 1984年（昭和59年）2月1日：終止行李起卸業務。
- 1987年（昭和62年）4月1日：伴隨國鐵分割民營化，車站由東日本旅客鐵道（JR東日本）和日本貨物鐵道（JR貨物）營運。
- 1988年（昭和63年）3月13日：開始許可起卸貨櫃。
- 2013年（平成25年）10月：新車站大樓開始使用。
- 2014年（平成26年）5月頃：終止貨櫃起卸業務。
- 2020年（令和2年）2月：專用線的轉轍器被撤走。

## 車站構造

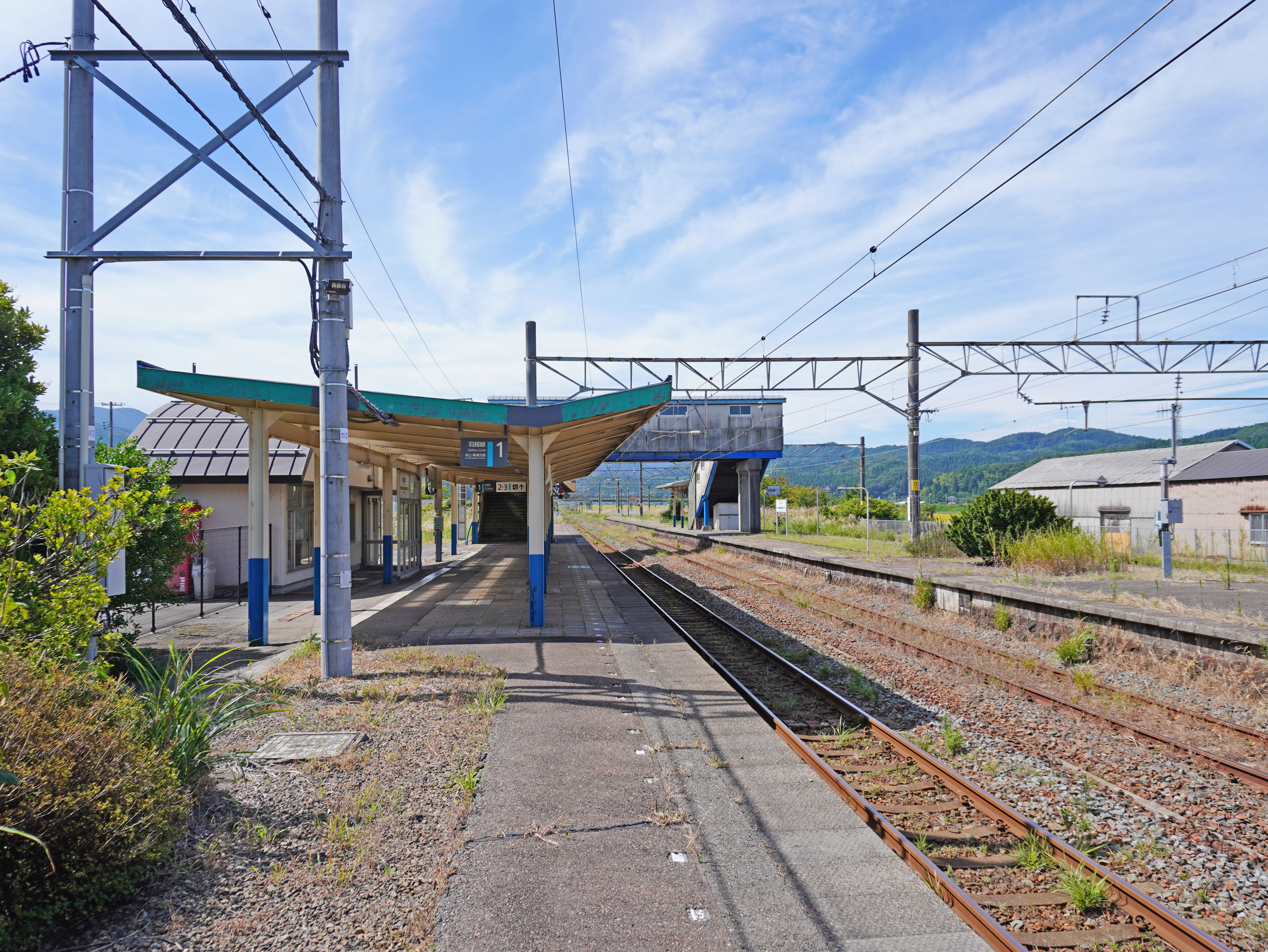
1號月台（2022年9月）

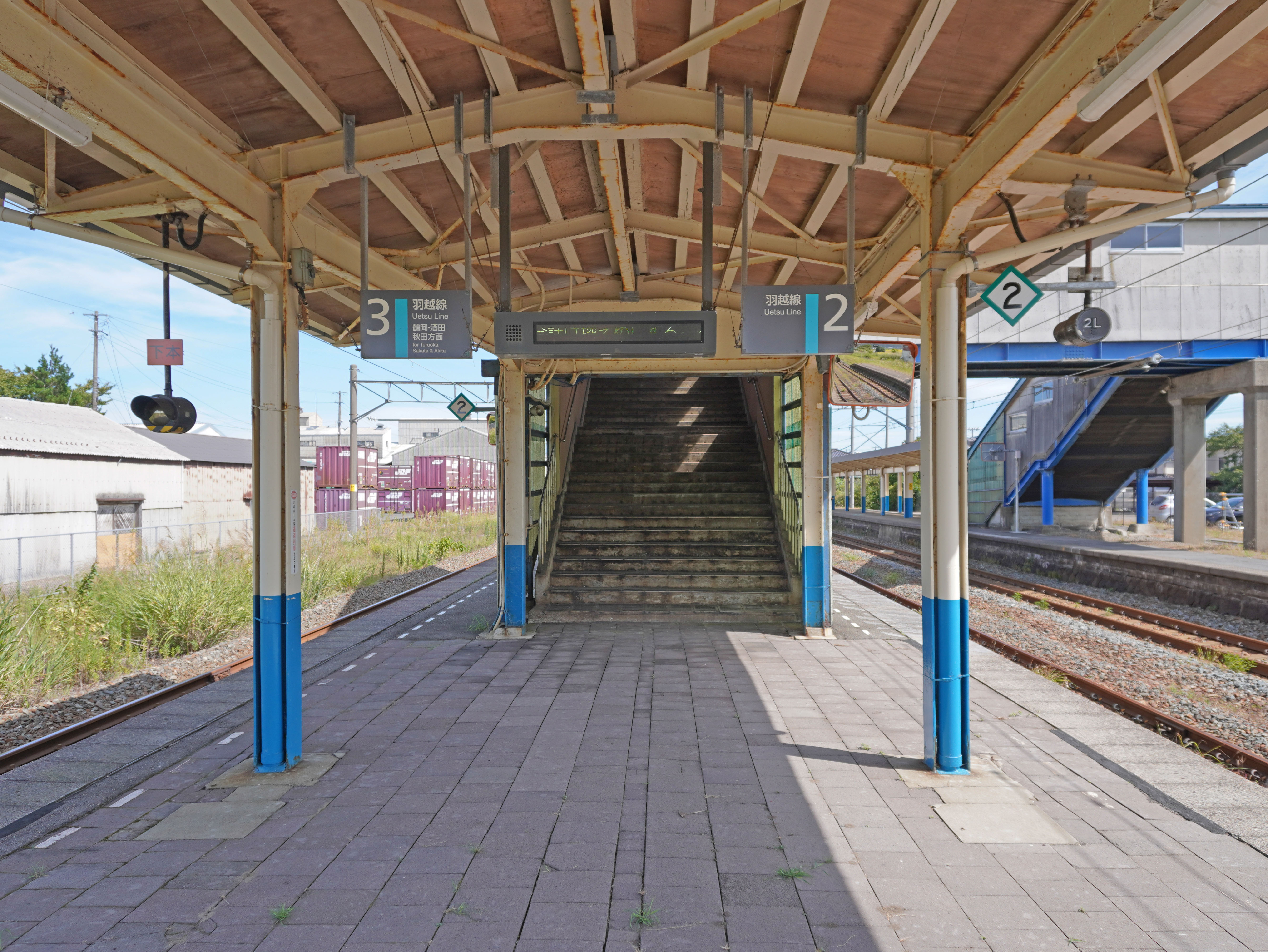
2號與3號月台（2022年9月）

車站是一座地面車站，設有1面1線的單式月台和1面2線的島式月台，共設有2面3線的月台。車站大樓位於站內東邊的單式月台側，兩月台之間設有跨線橋連接。在線名方面，1號月台為上行本線，2號月台為中線，3號月台為下行本線。
此站是由酒田站管理的無人車站。站內設有簡易型自動售票機、自動販賣機和廁所。

### 月台
| 月台 | 路線      | 上下行     | 方向                 |
| ---- | --------- | ---------- | -------------------- |
| 1    | ■羽越本線 | 上行       | 村上、新津方面       |
| 2    | ■羽越本線 | （待避線） | （待避線）           |
| 3    | ■羽越本線 | 下行       | 鶴岡、酒田、秋田方向 |

### 貨物起卸、專用線
在JR貨物車站中，曾經可以起卸來自專用線的貨櫃貨物和車載貨物，現在已經不能起卸。
在車站東北方曾經設有前往水澤化學工業水澤工廠專用線。在該專用線，會使用12呎長貨櫃運送製成品和使用罐車運送化學藥品。在2014年5月起已用貨車運送。在2014年（平成26年）版的「鐵道要覽」和2015年度的「貨物時間表」中，此站變成線外貨運站（羽前水澤線外貨運站）。截至2015年3月，每日設有6往返班次來往酒田港站。（在“山形縣之鐵道輸送”中，記載了「5月7日起成為貨車代行站」）
曾經設有來自安中站的貨物列車，使用罐車運載濃硫酸前往此站，在改用罐式貨櫃後於2008年（平成20年）廢止。在1985年，常設貨車包括Taki6050形（液體硫酸鋁專用）3卡、Taki15900形（液體硫酸鋁專用）1卡，均由水澤化学工業擁有

## 使用狀況
根據「JR東日本」和「鶴岡市統計書」資料，以下列出平均乘車人次：
| 年度                | 1日平均 乘車人次 | 1年總 乘車人次 | 1年總 乘車人次 | 參考資料 |
| 年度                | 1日平均 乘車人次 | 一般           | 定期           | 參考資料 |
| ------------------- | ---------------- | -------------- | -------------- | -------- |
| 1965年（昭和40年）  | 757              |                |                | [ 5 ]    |
| 1970年（昭和45年）  | 607              |                |                | [ 6 ]    |
| 1975年（昭和50年）  | 416              |                |                | [ 7 ]    |
| 1989年（平成0元年） |                  | 8,900          | 34,200         | [ 8 ]    |
| 1990年（平成02年）  |                  | 7,900          | 31,900         | [ 8 ]    |
| 1991年（平成03年）  |                  | 7,100          | 32,700         | [ 8 ]    |
| 1992年（平成04年）  |                  | 6,700          | 31,700         | [ 8 ]    |
| 1993年（平成05年）  |                  | 5,700          | 30,000         | [ 8 ]    |
| 1994年（平成06年）  |                  | 5,200          | 25,900         | [ 8 ]    |
| 1995年（平成07年）  |                  | 5,100          | 27,300         | [ 8 ]    |
| 1996年（平成08年）  |                  | 5,500          | 22,500         | [ 8 ]    |
| 1997年（平成09年）  |                  | 4,900          | 21,600         | [ 8 ]    |
| 1998年（平成10年）  |                  | 4,600          | 19,400         | [ 8 ]    |
| 1999年（平成11年）  |                  | 4,800          | 22,300         | [ 8 ]    |
| 2000年（平成12年）  |                  | 4,400          | 19,800         | [ 8 ]    |
| 2001年（平成13年）  |                  | 4,200          | 21,500         | [ 8 ]    |
| 2002年（平成14年）  |                  | 3,900          | 17,200         | [ 8 ]    |
| 2003年（平成15年）  |                  | 4,100          | 17,100         | [ 8 ]    |
| 2004年（平成16年）  |                  | 3,500          | 11,600         | [ 8 ]    |
| 2005年（平成17年）  |                  | 3,500          | 12,600         | [ 8 ]    |
| 2006年（平成18年）  |                  | 3,400          | 12,800         | [ 8 ]    |
| 2007年（平成19年）  |                  | 3,600          | 10,500         | [ 8 ]    |
| 2008年（平成20年）  |                  | 3,000          | 10,800         | [ 8 ]    |
| 2009年（平成21年）  |                  | 2,600          | 12,600         | [ 8 ]    |

## 車站周邊
- 水澤化學工業（日语：水澤化学工業）水澤工廠
- 國道7號
- 羽前水澤郵局

## 相鄰車站
東日本旅客鐵道
■羽越本線
三瀨－羽前水澤－羽前大山

## 注腳
1. ↑  JR東日本：各駅情報（羽前水沢駅） （页面存档备份，存于）（日語） - 東日本旅客鐵道株式會社，2015年4月6日參閲。
2. 1 2  . 東日本旅客鉄道.   [2020-02-02]. （原始内容存档于2020-02-01） （日语）.
3. ↑  『貨物時刻表2015』鐵道貨物協會，2015年，p.145
4. ↑  「昭和60年版私有貨車番号表」『トワイライトゾーンMANUAL13』Neko出版，2004年
5. ↑  鐵道統計年報昭和40年版p102　新潟鐵道管理局
6. ↑  鐵道統計年報昭和45年版p90-91　新潟鐵道管理局
7. ↑  鐵道統計年報昭和50年版p64-65　新潟鐵道管理局
8. ↑   (PDF). 平成22年版 鶴岡市の統計書. 鶴岡市: 111. 2011-08  [2019-02-25]. （原始内容 (PDF)存档于2019-02-25） （日语）.

## 外部連結
- 車站資訊（羽前水澤）：東日本旅客鐵道（日語）